# Aspis

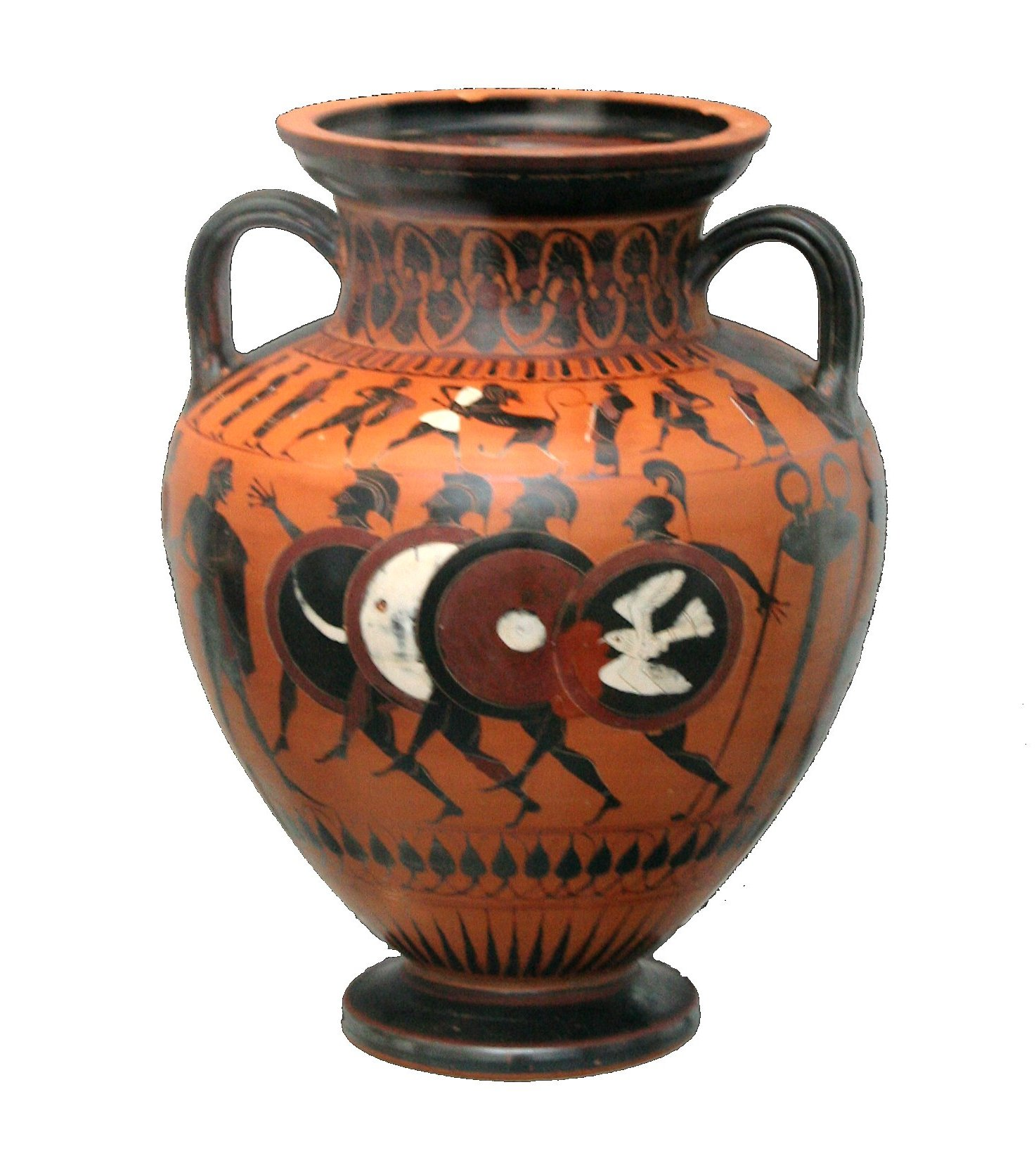
Vasija griega datada del año 550 a. C., mostrando escudos griegos

El aspis (griego antiguo ἄσπις, AFI [aspis]) es el término genérico para la palabra escudo. El aspis fue llevado normalmente por la antigua infantería pesada en varios periodos de la historia de Grecia, desde la época minoica hasta el siglo IV a. C.
El hoplon (τὸ ὅπλον, [hoplon]) era utilizado por la infantería pesada griega de hoplitas habitualmente y la caballería, entre los siglos siglo VIII a. C. y siglo IV a. C.
Conoció numerosas evoluciones en el material, la forma y en el medio de aprehensión, adaptándose a las nuevas armas ofensivas que tenían un mayor poder de penetración, a las técnicas de fabricación y a los diversos tipos de formaciones de combate practicadas por los combatientes.
De forma circular, tenía aproximadamente entre 90 y 110 cm de diámetro y estaba formado por un gran cuenco y un borde muy reforzado casi plano. Se componía de láminas de madera encoladas entre sí. El interior se forraba de cuero fino, llevaba una abrazadera de bronce en el centro, que iba remachada, y una correa de cuero en el borde. El exterior del escudo podía ir cubierto de una lámina de bronce, o pintado y decorado. Llegaba a pesar entre 6 y 8 kg.

## Época minoica (II milenio a.C.)
El aspis en forma de 8

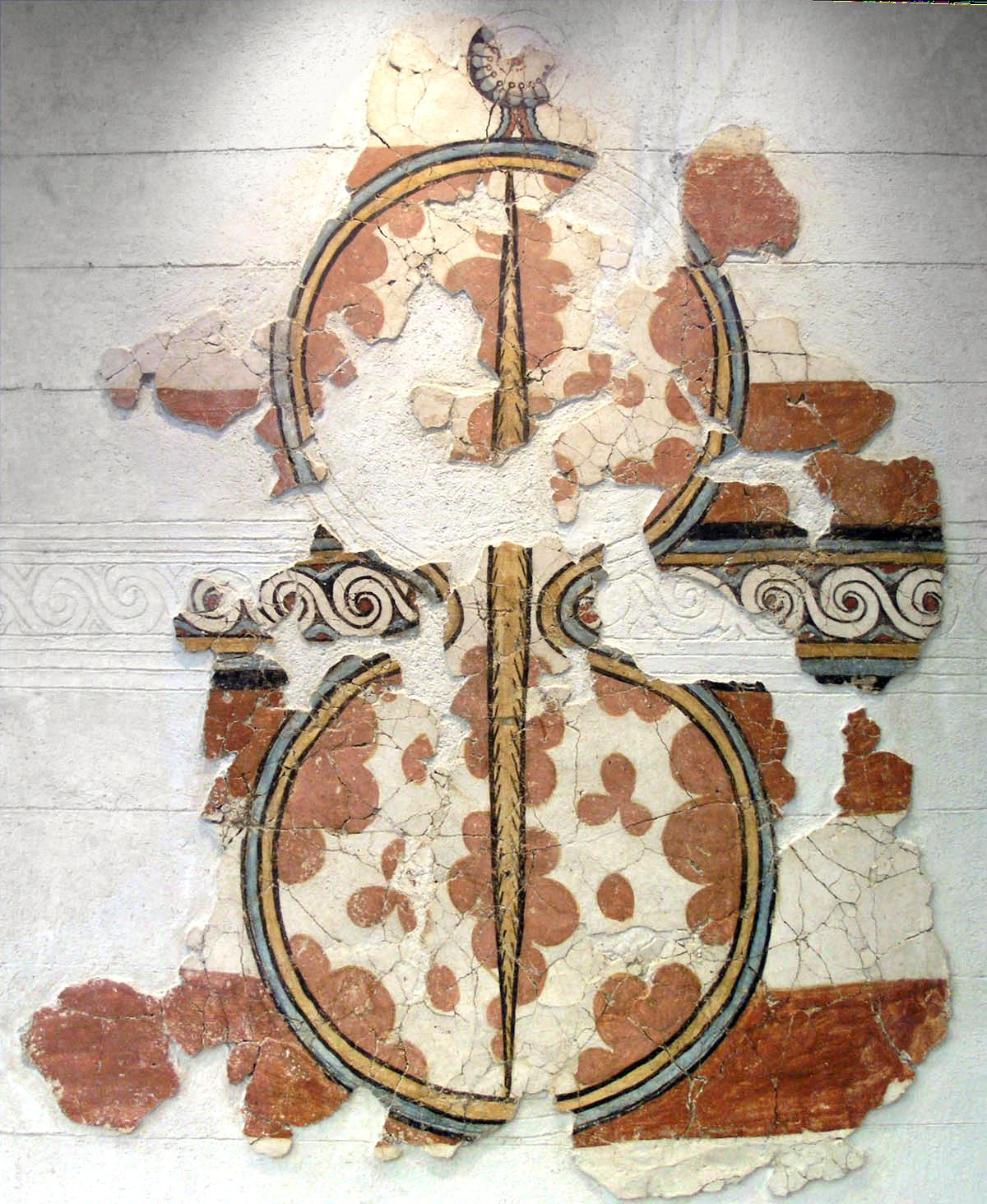
Representación de un aspis en forma de 8 sobre un fresco de Micenas.

Escudo realizado en materiales perecederos y formado por un armazón de madera abombada en dos lóbulos superpuestos, confiriéndole vagamente una forma de 8 sobre la que son cosidas pieles de bueyes. El cuero tensado y secado tiene la propiedad de ser más resistente a la penetración de las flechas, incluso las lanzas. Se suspendía en la espalda por el télamon, una correa de cuero, que dejaba las manos del combatiente libres. Situada delante durante el enfrentamiento, el escudo era vuelto a echar sobre la espalda en caso de desplazamiento de la tropa o en caso de fuga.
«Mientras Héctor huía, el oscuro borde de cuero abombado le golpeaba en los tobillos y en el cuello». Así describe Homero el enorme escudo de Héctor. Hay otras muchas referencias a esos grandes escudos: el escudo de Áyax era como el muro de una ciudad; el de Agamenón podía proteger a un hombre por ambos lados.
El escudo homérico se describe a veces como redondo. En el arte micénico es muy raro encontrar escudos redondos. Sin embargo, los Pueblos del Mar del siglo XII a. C. y los griegos contemporáneos de Homero los utilizaron. No obstante, no eran escudos de cuerpo propiamente dichos. El poeta se refería, probablemente, a los escudos de bordes curvos, como el de forma de ocho.

## Época micénica(segunda mitad del II milenio a.C.)
El aspis en forma de torre
El aspis en forma de 8 desapareció gradualmente después de 1400 a. C. e hizo su aparición otro tipo de escudo basado en los mismos materiales. Este aspis-torre era un arma de grandes dimensiones, sensiblemente de la altura de un hombre, de forma rectangular, redondeado en su parte superior y abombado siguiendo una línea vertical. Estaba también realizado en piel de buey (hasta siete capas) cosidas a un armazón de madera, a veces con el añadido de una placa de bronce y sostenido gracias al télamon.

### Hacia 1200 a.C.
En esta época apareció un escudo redondeado en su parte superior y recortado en la inferior, más pequeño que los modelos en «8» o «torre».

### Construcción de un escudo
Los escudos descritos en la Ilíada constaban de varias capas de cuero, probablemente pegadas entre sí y cosidas a una trama de mimbre. El cosido aparece claramente representado en las pinturas de Cnosos. Tenía una gran protuberancia, hecha seguramente de bronce y cuero crudo o un material semejante. Los bordes estaban tan curvados hacia dentro, que el guerrero iba literalmente dentro de su escudo. Uno de los escudos de Homero tiene dos «varillas». Sin duda se trata de tensores. Estas varillas se colocaban por dentro y eran necesarias para mantener la forma del escudo.

## SigloIX-VIIIa.C.
El nuevo escudo
El escudo micénico en forma de ocho permaneció en uso hasta el siglo VIII a. C. en las zonas de Grecia que sobrevivieron a los cataclismos del siglo XII a. C.
Los dorios, que se establecieron en la Grecia meridional hacia 1050 a. C., probablemente trajeron un escudo redondo con un asa central. Este escudo sufrió diversas modificaciones durante el siglo VIII a. C.: se fijó en el centro un brazalete y el asa se trasladó al borde. Dicho escudo es el que hizo posible la rígida formación de la falange. La mitad del escudo sobresalía por el lado izquierdo del guerrero. Si el hombre que estaba a la izquierda se acercaba, quedaba protegido por la parte saliente del escudo, que de este modo guardaba su lado indefenso. Más tarde, los escudos tuvieron a veces una cortina de cuero que colgaba hacia abajo para proteger las piernas del guerrero de los dardos y las flechas.
El escudo recortado
Este fue el modelo más extendido durante este periodo. Suspendido a la espalda y hecho de madera recubierta de piel, era de gran tamaño, redondeado en sus partes superiores e inferiores y presentaba dos recortes de una parte a otra a mitad de altura.

## SigloVII-IVa.C.

### Hoplon
El aspis koilè del hoplita (comúnmente llamado hoplon)
Literalmente, la palabra hoplon significa:
το όπλο - to Hoplo (n): el significado original era: «herramienta», «instrumento»; más tarde el significado fue el de herramienta de guerra = arma. 
τα όπλα - ta Hopla (pl.) : herramientas de guerra = principalmente referido a los armamentos protectores, que también podrían incluir a las armas (véase más abajo).
το όπλον - to Hoplon : (posteriormente el uso genérico) herramienta de guerra, que incluía todo tipo de armas (véase más abajo).
 το όπλον - to Hoplon  : (antiguo significado principal) el tipo de escudo que la infantería pesada griega usó en la falange hoplita (Οπλιτική Φάλαγξ); el hoplita (Οπλίτης) tomó su nombre de su escudo (Οπλον).
El término «arma», en sentido genérico, era utilizado, según muchos historiadores, impropiamente por la literatura contemporánea para designar este tipo de escudo, dado que los antiguos griegos nunca dieron ese significado a dicha palabra. Este error proviene, dicen, del hecho de que fue principalmente este escudo el que permitió la aparición del hoplita y de la falange y que era el arma por excelencia de este guerrero. Aunque esta afirmación no es unánime entre la historiografía militar, es ampliamente aceptada.
Hecha su aparición en el siglo VII a. C., el aspis koilè (escudo hueco) era un escudo redondo de 90 cm a un metro de diámetro, abombado y cuyo sistema de agarre fue revolucionario para la época. Sostenido por el conjunto del antebrazo, permitía una fijación firme y cómoda durante los combates. Se componía de un armazón de madera recubierto por una placa de bronce decorada con un emblema que identificaba al combatiente y a la ciudad por la cual luchaba. Estas pinturas podían representar animales (serpiente, pájaro, león, etc.), figuras mitológicas (gorgona, centauro, Pegaso, etc.) o una letra (como la «V» invertida representando la «λ» (lambda) mayúscula de Lacedemonia (Esparta)) entre otras. Esta cara delantera tenía también una función espiritual, puesto que servía para devolver la mala suerte al enemigo. En el centro de la cara interna del escudo recubierta de cuero, se fijaba un brazal (porpax) trabajado anatómicamente, en el cual se deslizaba el antebrazo. La empuñadura (antilabè), fijada cerca del borde, estaba hecha de cuero o de cuerda. El conjunto se completaba con un cordel cerca del borde interior a través de ojales enclavijados y que servía para colgar el escudo. A veces también había fijada sobre la parte inferior una pieza de cuero a franjas, asimismo decorada, destinada a ofrecer una mejor protección de los muslos.
De un peso de alrededor de 8 kg, era un arma reservada a la infantería pesada, que estaba formada por los hoplitas. En el momento del asalto de la falange, el aspis koilè, mantenido por el brazo izquierdo replegado delante del cuerpo, protegía a su portador desde el mentón hasta lo alto de las piernas. Gracias a su sistema de prensión original, permitía aplicar durante el choque un empuje para intentar derribar las líneas enemigas y, en la continuación del combate, una gran libertad de movimiento.

#### Variante del aspis koilè
Se encuentran varias representaciones (pinturas de vasos, figurillas) de esta época con un modelo modificado del aspis koilè con los bordes laterales recortados, pero de los que aún no se ha hallado ningún ejemplar, quizás porque era realizado en materiales perecederos.
Esta suposición es contradicha por la representación del ánfora del pintor de Prometeo, que data de mitad del siglo VI a. C. (ver a continuación). Esos recortes servían para facilitar el paso de la lanza, cuya asta se atrancaba entre el cuerpo y el codo derecho pegado contra este durante el asalto; todo ello para que se mantuvieran apretadas las filas de los combatientes. Este modo de guerrear durante el choque de dos falanges sería bien diferente del visible sobre el Olpe de Chigi que data de alrededor del 650 a. C. y en el cual los hoplitas tienen la lanza levantada y podría representar una evolución, prefigurando el tipo de formación de la falange macedonia.

### Pelta:sigloVI-IVa.C.
La pelta era un escudo ligero llevado por el peltasta tracio, combatiente de infantería ligera. Tenía forma de media luna (lado cóncavo hacia lo alto) y estaba realizada con un armazón de madera, a menudo de mimbre, recubierto de piel de cabra o de cordero. Al igual que el aspis koilè, su cara externa lleva un emblema, a menudo un dibujo geométrico que puede también ser más representativo (serpiente, ojo, media luna, etc.).

## Los escudos de Olimpia
Después de la batalla era costumbre que el general victorioso dedicara un escudo con una inscripción a uno de los santuarios. En Olimpia se han encontrado muchos de estos escudos. Algunos llevan todo el frente revestido de bronce, otros solo el reborde. Todas las partes no metálicas de estos escudos han desaparecido, aunque se han descubierto muchos de los accesorios interiores. Estos se fijaban en el centro del escudo con remaches, que se ajustaban luego por la parte anterior. El alma del escudo era de madera, con una guarnición de bronce o piel de buey.
Varios escudos de Olimpia tienen los accesorios fijados directamente en el reverso de la guarnición de bronce. Tales escudos se hacían especialmente para los ofrendas, pues hubieran sido inservibles en la batalla. Se ha sugerido que se utilizaban para desviar los golpes, pero tal teoría está reñida con la finalidad esencial de la falange. Se suponía que cada hoplita debía proteger el lado indefenso de su vecino, no desviar los proyectiles que se le lanzaban.